# Raz Degan
Raz Degan, né le 25 août 1968 est un acteur et ancien mannequin israélien. Il réside actuellement en Italie. En 2009, il participe à l'écriture de Barbarossa, un film italien basé sur la vie de Frédéric Barberousse. En 2004, il joue le rôle de Darius III dans Alexandre d'Oliver Stone. Il apparait aussi dans de nombreuses publicités pour la télévision italienne, et commence en avril 2010 le tournage d'un programme Mistero produit par Mediaset.

## Carrière
Degan est né dans le Kibboutz (Sde Nehemia) en Israël. À l'âge de 21, il intègre Tsahal pendant trois ans, puis commence par poser comme modèle pour différentes agences et voyage à travers le monde. Il visite la Thaïlande, l'Australie, les États-Unis, la France, et l'Italie. Sa carrière cinématographique commence par un film de Robert Altman Pret-a-Porter en 1994.
Dans le milieu des années 1990, Degan s'installe en Italie et apparait dans une série télévisée italienne; il obtient plusieurs second rôle dans des films. En 2004, il tient comme second rôle Darius III  dans Alexandre d'Oliver Stone, et en 2009 coécrit Barbarossa, un film italien dirigé par Renzo Martinelli (il y joue mais n'interprète pas le rôle principal).
En 2010, Degan participe en tant que candidat à la 6e série du concours de danse italien Ballando con le stelle. Sa partenaire était Samantha Togni.

## Vie privée
Depuis 2002, il fréquente le mannequin (et actrice) italien Paola Barale.
Leur histoire semblait finie en août 2009 à la suite d'un flirt qu'il a eu avec le mannequin (et actrice) Kasia Smutniak, compagne de l'acteur Pietro Taricone (décédé en 2010 d'un accident de parachutisme). Mais Raz Degan a annoncé que son histoire avec Paola Barale n'était pas finie. 
Paola Barale aurait annoncé leur rupture en 2015 via les réseaux sociaux.

## Filmographie
- Pret-a-Porter, 1994

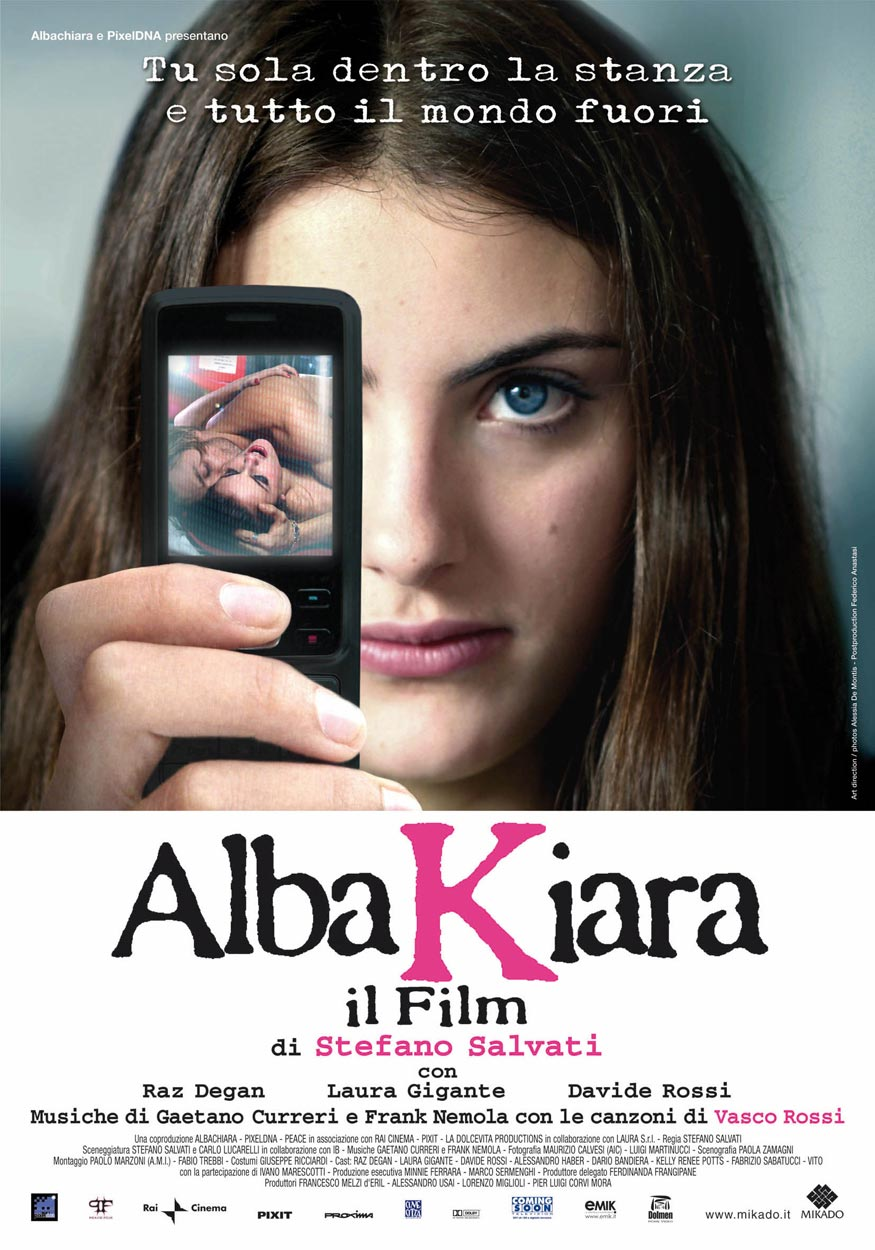
Affiche du film Albakiara (2008).

- Sorellina e il principe del sogno (La Légende d'Alisea) (TV), 1996, dans le rôle de Damien adulte
- Squillo, 1996
- Coppia omicida, 1998
- Le ragazze di piazza di Spagna, television miniseries 1998
- Titus, 1999
- Giravolte, 2001
- Alexandre, 2004, dans le rôle de Darius III
- Film privato (TV), 2004
- Centochiodi, 2007
- Albakiara, 2008
- Barbarossa, 2009, dans le rôle de Alberto da Giussano
- Deauville, 2010
- Forces Spéciales, 2011 dans le rôle d'Ahmed Zaief

## Théâtre
- Pilato sempre, 2002, in the role of Jesus Christ

## Télévision
- Ballando con le stelle, 2010, as a contestant
- Mistero, 2010, as the host